# Cynoscion nannus
Cynoscion nannus es una especie de pez de la familia Sciaenidae en el orden de los Perciformes.

## Morfología
• Los machos pueden llegar alcanzar los 27 cm de longitud total.

## Hábitat
Es un pez de azguas profundas y bentopelágico que vive entre 100-812 m de profundidad.

## Distribución geográfica
Se encuentra en el Pacífico oriental central: México.

## Observaciones
Es inofensivo para los humanos.